# 托爾冰川
76°38′S 161°5′E / 76.633°S 161.083°E
托爾冰川（英語：Towle Glacier）是南極洲的冰川，位於維多利亞地的斯科特海岸，處於康沃伊山脈，流經東風嶺和埃爾克霍恩嶺，最終注入弗賴冰川，在1957年由新西蘭探險隊繪入地圖。